# Patty Jenkins
Patricia Lea "Patty" Jenkins (Victorville, California; 23 de julio de 1971) es una directora de cine y guionista estadounidense especialmente conocida por haber dirigido Monster (2003) y Wonder Woman (2017).

## Biografía

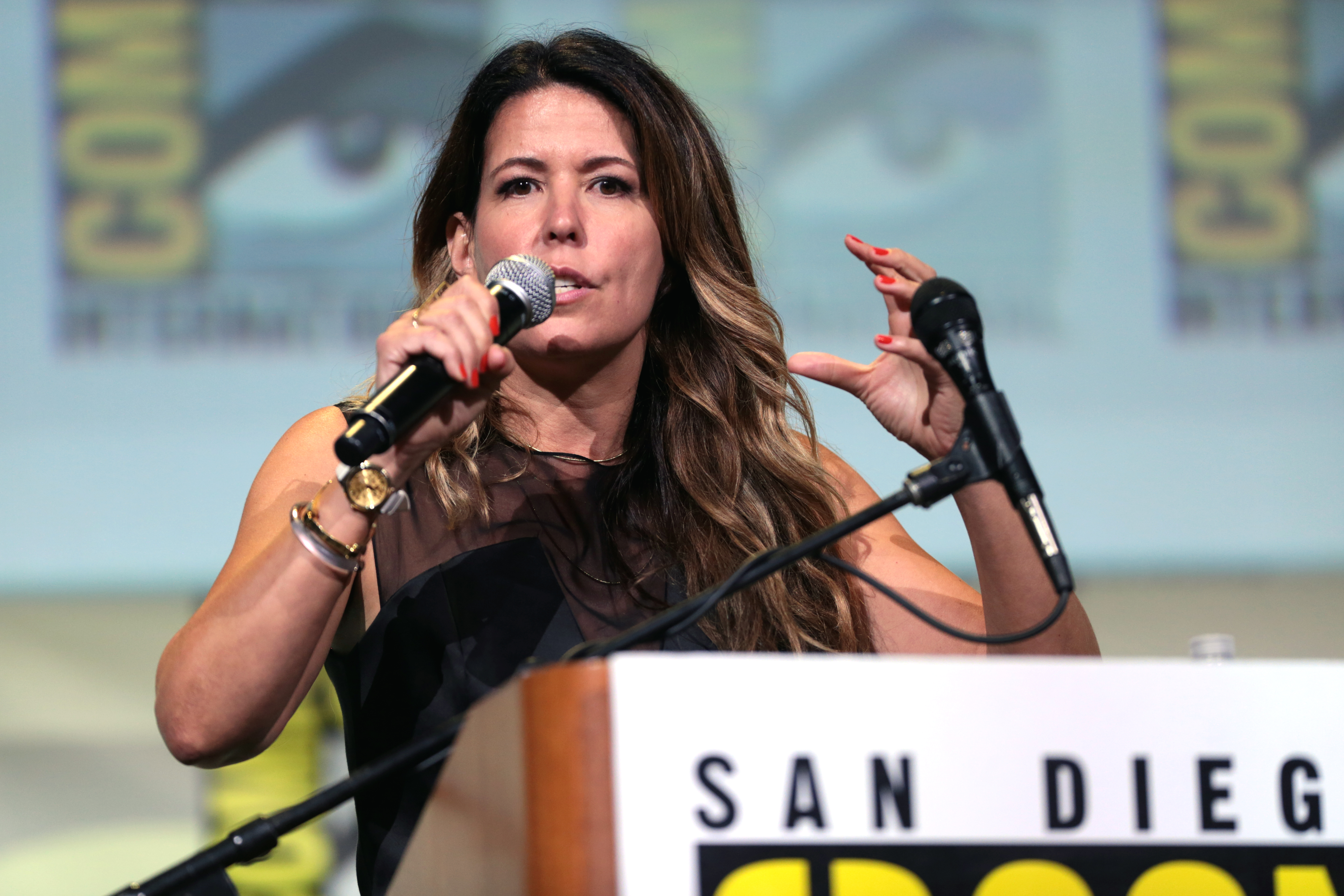
Jenkins en la Comic-Con de 2016.

Nació en el cuartel militar George Air Force Base, perteneciente a la Fuerza Aérea de Estados Unidos, y ubicado en la ciudad de Victorville, en California. Cuando tenía siete años su padre murió en un accidente con un avión caza F5 en el Mar del Norte. Se trasladó entonces junto a su madre y hermana a San Francisco, donde creció. Fue viendo la película Superman (1978), pocos meses después de haber perdido a su padre, cuando quedó impactada por el cine.

### Trayectoria cinematográfica
A los 16 años participó en el rodaje de un documental sobre una reunión de la generación beat en su ciudad y a los 18 años viajó a Nueva York para estudiar pintura. Allí se apuntó a un curso de cine experimental. Se graduó en el American Film Institut y empezó a trabajar de cámara rodando anuncios y vídeos musicales. Entre sus trabajos figuran vídeos de cantantes de hip-hop de los noventa como Notorious Big, Puff Daddy y Wu-Tang Clan, además de vídeos para Elton John, Michael Jackson y Madonna y una campaña de Nike. 
En 2001 rodó el cortometraje Velocity Rules, un trabajo de fin de curso escrito y dirigido por Jenkins, producido por Rosenshein y con Guy Livneh como director de fotografía. El corto cuenta la historia de un ama de casa que descubre sus superpoderes. La transformación obliga al marido a renunciar a su trabajo y a acompañarla en su "lucha contra el mal". Un homenaje a Superman pero a la inversa: es la mujer quien abraza a su esposo y lo lleva en volandas. Según contó años después a periodistas europeos, el trabajo se inspiró en el director español Pedro Almodovar.

#### Monster
Tras la buena acogida del corto fue invitada a Hollywood a un encuentro de profesionales donde estaba Brad Wyman quien le propuso que escribiera el guion de la historia de Aileen Wuornos, una asesina en serie lesbiana. Seis meses después empezó el rodaje de Monster. La película fue protagonizada por Charlize Theron, que ganó el Óscar a la mejor actriz, el Globo de Oro y el Oso de Plata en el Festival de Berlín por su papel. Jenkins también fue nominada en Berlín por su trabajo.
Entre 2006 y 2011 se dedicó a hacer televisión e invirtió tiempo -ha explicado- en criar a su hijo. En esa época grabó el episodio piloto de The Killing, que le valió un premio del Sindicato de directores. También trabajó en episodios de Entourage y Arrested Development.
Inicialmente Jenkins había sido considerada para dirigir la película de Thor: The Dark World, pero al final fue remplazada por Alan Taylor . 

#### Wonder Woman
En 2017 estrena la película Wonder Woman, basada en el personaje homónimo creado por el psicólogo William M. Marston, feminista y defensor de la liberación sexual, inspirándose en Margaret Sanger, fundadora de la revista The Women Rebel en 1914 y de la primera clínica de control de natalidad de EE. UU. dos años después.
La película se realizó con un presupuesto de 150 millones de dólares. Nunca antes una mujer había estado al frente de una gran superproducción en Hollywood con tal presupuesto. Hasta 2017 solo la oscarizada Kathryn Bigelow había alcanzado los 100 millones de dólares de presupuesto dirigiendo la película K-19.

## Activismo
El 21 de octubre de 2016, en el 75 aniversario de la primera aparición de Mujer Maravilla, el personaje fue designado por la Naciones Unidas como Embajadora Honoraria para el Empoderamiento de las Mujeres y las Niñas. Jenkins, la protagonista de la película Wonder Woman Gal Gadot y Lynda Carter, la presidenta de DC Entertainment, Diane Nelson, y la Subsecretaria General de las Naciones Unidas, Cristina Gallach, participaron en la ceremonia.

## Vida personal
En 2007 se casó con el escritor Sam Sheridan.

## Filmografía

### Directora
- Just Drive (2001), cortometraje
- Velocity Rules (2001), cortometraje
- Arrested Development (2003), serie de televisión
- Monster (2003), película
- Entourage (2006), serie de televisión
- Wonder Woman (2017), película
- I am the night (2018), serie de televisión
- Wonder Woman 1984 (2020), película

### Guionista
- Just Drive (2001)
- Velocity Rules (2001)
- Monster (2003)
- Wonder Woman 1984 (2020)